# Evige, allsmäktige Gud (litania)
Evige, allsmäktige Gud är en psalm som återfinns i Den svenska psalmboken 1986 som Psalm 700:1, 700:2 och 700:3. Psalmen kallas "kyrkans förbön" och den är en litania.